# Státní znak Kapverd
Státní znak Kapverd je tvořen bílým, kruhovým polem, rámovaným modrými mezikružími, jedním úzkým a jedním širším, které je v dolní části doplněno o tři modrá, vodorovná břevna. Uprostřed je modrý, rovnostranný trojúhelník s bílou pochodní s bílým plamenem. Okolo trojúhelníku je černý opis REPÚBLICA DE CABO VERDE (česky Kapverdská republika). V horní části kruhového pole je žlutá (ne zlatá) olovnice, pod ním jsou tři žluté články řetězu a zelené palmové snítky. Po stranách znaku jsou (po pěti) žluté, pěticípé hvězdy.
Trojúhelník symbolizuje jednotu a rovnost občanských práv, zaručených demokratickou vládou. Pochodeň je symbolem svobody, získané po mnoha letech obětování, mučení a boje proti utlačovatelům. Olovnice symbolizuje základní principy kapverdské ústavy – přímost a spravedlnost, články řetězu pak solidaritu a přátelství v srdcích Kapverďanů. Palmové listy představují vítězství v boji za nezávislost a víru, jež byla v době útlaku morální podporou obyvatel. Deset hvězd představuje počet hlavních ostrovů. Modrá barva znaku je barvou Atlantského oceánu kolem ostrovů, který poskytuje obyvatelům souostroví obživu a inspiruje básníky.
Znak byl přijat 25. září 1992 po prvních pluralitních volbách. Po přijetí ústavy 23. listopadu 1999 byl změněn odstín modré barvy na tmavší.

## Historie
Do té doby neobydlené Kapverdské ostrovy objevil roku 1456 Alvise Cadamosto, benátský mořeplavec ve službách Portugalska. Portugalci nazvali ostrovy Ilhas do Cabo Verde - Ostrovy Zeleného mysu, podle afrického mysu, proti němuž se rozkládají. Od roku 1462 začaly na ostrovech vznikat první osady a roku 1495 se jednotlivé ostrovy staly portugalskými koloniemi. Ty byly roku 1587 spojeny do Portugalské kolonie Kapverdy. Od roku 1830 se na ostrovech užívaly portugalské vlajky s jejími znaky. 8. května 1935 byly nařízením č. 8098 zavedeny, podle jednotného vzoru, znaky portugalských kolonií (lišilo se pouze jedno z polí štítu). Tyto znaky byly tvořeny špicí děleným štítem. Heraldicky pravé, stříbrné pole obsahovalo portugalskou quinu a symbolizovalo mateřské území. V levém, zeleném (kapverdském) poli byla černo-zlatá loď se stříbrnými plachtami a vlajkami, plující na stříbrných a zelených vlnách. Spodní pole bylo stříbrné s pěti zelenými vlnitými pruhy, jež symbolizovaly oceán mezi koloniemi a Portugalskem. Štít byl položen, stejně jako u portugalského znaku, na zlatou armilární sféru, na jejímž vrcholu byla zlatá hradební koruna s pěti věžemi. Na každé věži byla zobrazena červená armilární sféra, mezi nimi byly stříbrné štítky s červeným křížem Kristova řádu. Pod štítem a sférou byla stříbrná stuha s nápisem COLÓNIA PORTUGUESA DE CABO VERDE.
11. června 1951 zrušilo formálně Portugalsko koloniální status Kapverd a vznikla Portugalská provincie Kapverdy. Nápis na stuze se v této souvislosti změnil na PROVIN. PORTUGUESA DE CABO VERDE.

Kapverdský emblém (1935–1975)
Znak portugalské kolonie Kapverdy (1935–1951)
Znak portugalské provincie Kapverdy (1951–1975)

5. července 1975 byla vyhlášena nezávislá Kapverdská republika a zároveň s vlajkou byl zaveden i státní znak. Ten byl tvořen červeným kruhem, lemovaným zlatým mezikružím s černým opisem UNIDADE • TRABALHO • PROGRESSO (česky Jednota, práce, pokrok). V kruhu byla černá, pěticípá hvězda nad rozevřenou knihou, na kterou bylo položeno stříbrné, ozubené kolo s dvanácti zuby a čtyřmi loukotěmi. Přes kruh byl položen krumpáč (vertikálně, kovovou částí nahoru) s hnědou násadou. Znak je obklopen kukuřičným věncem s lasturou v dolní části. Oproti emblému na státní vlajce byla zelená barva věnce světlejší (není obrázek).
Zřejmě v roce 1977 byl ze znaku vypuštěn krumpáč a někdy býval opis zobrazován bez teček mezi slovy nebo v různých, mírně se lišících variantách.

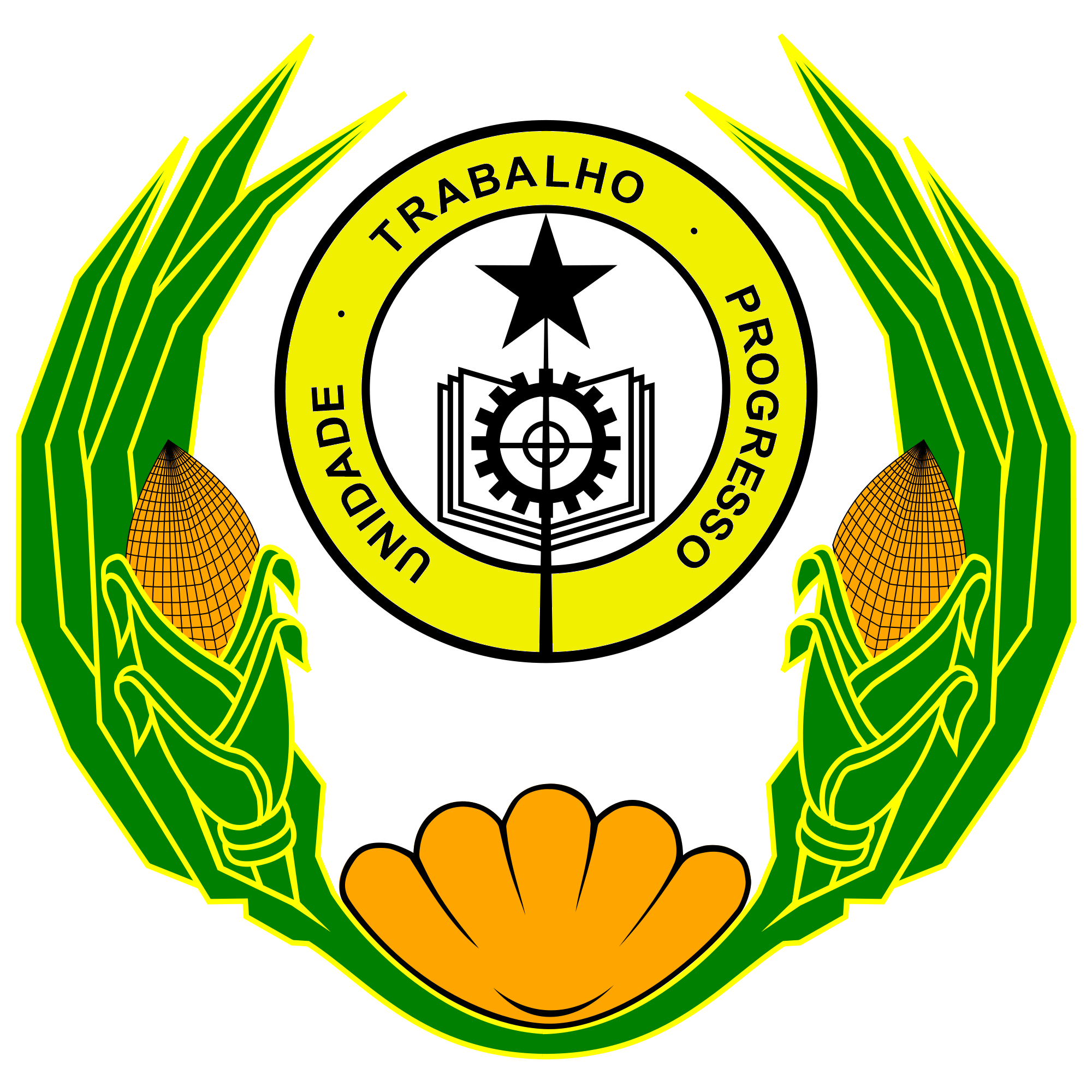
Kapverdský znak (~1977–1992)

25. září 1992 byl po prvních pluralitních volbách přijat znak užívaný dodnes. Po přijetí ústavy 23. listopadu 1999 byl změněn odstín modré barvy na tmavší.

## Další použití znaku
Státní znak je vyobrazen na kapverdských mincích a bankovkách (Kapverdské escudo).

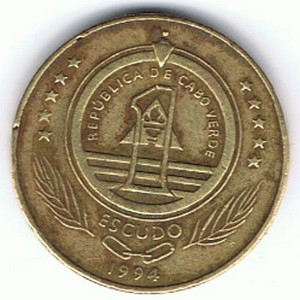
Kapverdské escudo
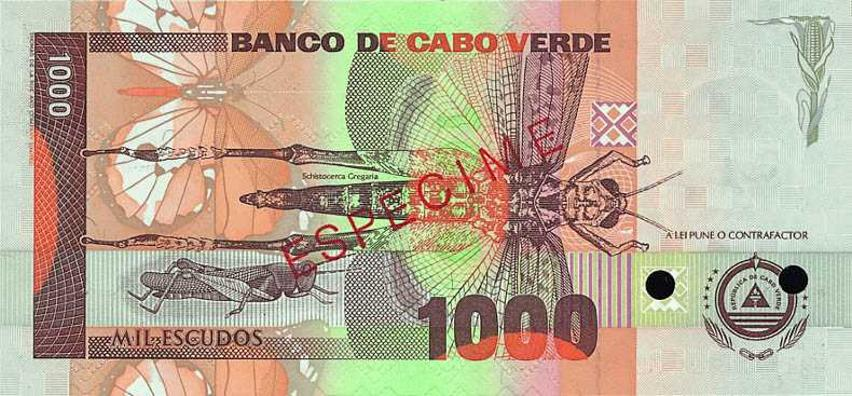
Kapverdské escudo